# Samuel Stephens Kistler
Samuel Stephens Kistler (26 tháng 3 năm 1900 - 6 tháng 11 năm 1975) là một nhà hóa học và kỹ sư hóa người Mỹ, được biết đến như người phát minh ra Aerogel, một trong những vật liệu rắn nhẹ nhất từng được biết đến.

## Tiểu sử
Kistler, con trai của một người giữ cửa hàng, được sinh ra ở thị trấn nhỏ mang tên Cedarville ở góc đông bắc California. Gia đình ông chuyển đến Santa Rosa khi ông 12 tuổi, nơi ông bắt đầu hứng thú với hóa học. Tuy nhiên khi vào Đại học Thái Bình Dương năm 1917, kế hoạch của ông là chơi cello và theo bằng cấp nông nghiệp. Thay vào đó, ông cuối cùng cũng tham gia mọi khóa học khoa học, ba năm sau ông chuyển đến Đại học Stanford và lấy bằng B.A. trong hóa học và tiếp theo là bằng kỹ sư hóa học. Ông không bao giờ học chơi cello nữa. Sau một thời gian ngắn làm việc cho công ty Standard Oil ở California, ông trở lại học viện, làm giảng viên hóa học tại Đại học Thái Bình Dương cho đến năm 1931, ông có một khoảng thời thí nghiệm tạo aerogel ở Đại học Illinois. Ông rời vị trí giảng viên tại Đại học Illinois vào năm 1935 và ký hợp đồng với công ty Monsanto vào đầu những năm 1940 để phát triển các sản phẩm aerogel của mình. Năm 1970 các sản phẩm của ông bị ngừng sản xuất có lẽ do chi phí sản xuất cạnh tranh. Năm 1952 ông đảm nhiệm vị trí trưởng khoa của Đại học kỹ thuật Utah. Ông qua đời tại thành phố Salt Lake vào ngày 6 tháng 11 năm 1975.

## Nghiên cứu
- Năm 1931, các thí nghiệm đầu tiên chế tạo aerogel tại đại học Illinois được thực hiện, nhưng kết quả ban đầu không mấy khả quan
- Năm 1940, ông ký hợp đồng với công ty Monsanto để bắt đầu phát triển các sản phẩm Silica aerogel dạng hạt lưới mang nhãn hiệu Santocel